# Liste der Kulturdenkmäler in Schallodenbach
In der Liste der Kulturdenkmäler in Schallodenbach sind alle Kulturdenkmäler der rheinland-pfälzischen Gemeinde Schallodenbach aufgelistet. Grundlage ist die Denkmalliste des Landes Rheinland-Pfalz (Stand: 21. Juli 2023).

## Denkmalzonen
| Bezeichnung                | Lage                               | Baujahr                 | Beschreibung | Bild                           |
| -------------------------- | ---------------------------------- | ----------------------- | --- | ------------------------------ |
| Denkmalzone Alter Friedhof | Wickelhöfer Straße, bei Nr. 9 Lage | 17. bis 20. Jahrhundert | umfasst unter anderem - fünf Grabkreuze, in die nördliche Friedhofsmauer eingelassen, barock, 18. Jahrhundert - Kriegergedächtniskapelle 1914/18, Sandsteinquaderbau, Heimatstil, 1933 - in der Kapelle: zwei Epitaphen, bezeichnet 1604 | weitere Bilder Fotos hochladen |

## Einzeldenkmäler
| Bezeichnung                            | Lage                              | Baujahr                  | Beschreibung                                                       | Bild                           |
| -------------------------------------- | --------------------------------- | ------------------------ | ------------------------------------------------------------------ | ------------------------------ |
| Katholische Pfarrkirche St. Laurentius | Rathausplatz 3 Lage               | 1880–83                  | Sandsteinquaderbau, 1880–83, Architekt Franz Schöberl              | weitere Bilder Fotos hochladen |
| Wappenstein                            | Rathausplatz, an Nr. 4 Lage       | 16. oder 17. Jahrhundert | Wappenstein, 16. oder 17. Jahrhundert                              | BW                             |
| Burg Schallodenbach                    | Schlossstraße, in Nr. 1–4, 6 Lage | um 1340                  | Mauerreste der Burg Schallodenbach, um 1340, nach 1804 abgebrochen | Fotos hochladen                |